# Roberto Borge Angulo
Roberto Borge Angulo (San Miguel de Cozumel, Quintana Roo, 29 de diciembre de 1979) es un expolítico mexicano, exmiembro del Partido Revolucionario Institucional, que ha sido diputado federal y fue el séptimo gobernador constitucional de Quintana Roo para el periodo de 2011 a 2016. Es sobrino del  exgobernador de Quintana Roo Miguel Borge Martín (1987-1993) y de Kamel Nacif Borge.
El 31 de mayo de 2017 un juez del Estado de México le giró una orden de aprehensión. El 4 de junio de 2017 fue detenido en el Aeropuerto Internacional de Tocumén, en Panamá. Desde el 4 de enero de 2018 fue extraditado a México donde permanece detenido.

## Vida familiar
Borge proviene de una familia de antecedentes políticos, siendo sobrino de Miguel Borge Martín, gobernador de Quintana Roo de 1987 a 1993. Reportes de prensa indican su presunta participación en manejos irregulares de fondos públicos en su gestión a través de rentas de aeronaves con costos millonarios y por ser presunto dueño de propiedades con costos superiores a un millón de dólares. Organizaciones de la sociedad civil han pedido juicio político al exfuncionario público.

## Trayectoria política
Realizó sus estudios básicos en Cozumel, y la preparatoria y carrera universitaria en el Instituto Tecnológico y de Estudios Superiores de Monterrey, de donde egresó como licenciado en Administración de Empresas. Inició su carrera política como jefe de relaciones públicas de la Secretaría de Desarrollo Económico del gobierno del estado de 2002 a 2003, en este año se convirtió en secretario privado de Félix González Canto como diputado federal y luego en 2005 en su secretario particular como gobernador electo; al asumir como gobernador de Quintana Roo, González Canto lo designó primero tesorero general del estado y luego oficial mayor de gobierno, renunciando a este cargo para ser presidente estatal del PRI en Quintana Roo. Fue presidente de Comité Directivo Estatal del PRI Quintana Roo del 2008 al 2009.

### Diputado federal (2009-2011)
En 2009 fue elegido por el I Distrito Electoral Federal de Quintana Roo, resultado electo a la LXI Legislatura cuyo periodo culminaría en 2012. Durante su periodo como diputado fue secretario de la Comisión de Medio Ambiente y Recursos Naturales de la Cámara de Diputados.

### Gobernador del Estado de Quintana Roo (2011-2016)
Fue señalado como uno de los principales contendientes por la candidatura del PRI a la gubernatura de Quintana Roo, sin embargo, el 24 de marzo de 2010 solicitó y obtuvo licencia como diputado federal, y el día 26 fue postulado como candidato de unidad a la gubernatura.
Resultó elegido en el proceso electoral del 4 de julio y recibió la constancia de mayoría y nombramiento como gobernador electo el 11 de julio. Asumió la gubernatura el 5 de abril de 2011.
En julio de 2016 el Servicio de Administración Tributaria investigaba las finanzas públicas del estado.

#### Turismo
El turismo en Quintana Roo ha incrementado debido a la promoción en el último año en los mercados internacionales y nacionales. Con más de 86 mil cuartos de hotel, el estado de Quintana Roo se ha colocado como líder de esta industria en México; en los tres últimos años su ocupación hotelera en tiempos de baja en turismo es del 70 por ciento, pero del resto se mantiene en 85 por ciento, pero en temporadas altas siempre está al 100 por ciento
Con la llegada del Tianguis Turístico número 39 al estado, con un total de 737 empresas compradoras cuando solo se esperaban 674, un total de 59 países algunas de las naciones participantes se encuentran Nigeria, Togo, Trinidad y Tobago, Eslovenia, Rumania, Islandia y Vietnam. En este sexenio Quintana Roo ha sido incluido en el paquete de inversiones turistcas privadas un con un monto global de por 8 mil 631 millones de dólares. Estos se invertirán en 176 proyectos en 17 entidades del país.

#### Red de Planetarios de Quintana Roo
A través del Consejo Quintanarroense de Ciencia y Tecnología, con una inversión de cerca de $178 Millones de Pesos, durante su sexenio fue integrada a lo largo de estado la Red de Planetarios ubicados en Chetumal (28 Millones) , Cancún (39.4 Millones), Cozumel (59.65 Millones) y Playa del Carmen (51.48 Millones)

#### Caso Tajamar
El gobierno de Borge inició con las obras en el Manglar Tajamar, a pesar de que desde 2015 diversas organizaciones civiles denunciaron el inicio de los trabajos de desmonte del manglar de Tajamar para llevar a cabo el proyecto Malecón Tajamar. La Procuraduría Federal de Protección al Medio Ambiente (Profepa) había dictado una suspensión de actividades del proyecto.En enero de 2016 Greenpeace denunció que “respaldados por elementos de la policía municipal y federal, más de 70 camiones de volteo, excavadoras y pipas de agua entraron a las 2 de la madrugada a Tajamar. Policía antimotines cercó la zona con vallas y la resguardaron por un poco más de 24 horas, hasta que terminaran de devastar toda la zona”

#### Clonación de ejemplares de Luces del Siglo
A mediados del 2014, varios números del semanario estatal Luces del Siglo fueron clonados en sus versiones digital y física. De acuerdo con la organización Artículo 19, ejemplares falsos de la revista fueron repartidos a los asistentes a la presentación del tercer Informe de Gobierno de Roberto Borge. Los ejemplares clonados se caracterizaban por elogiar las acciones del mandatario quintanarroense, a pesar de que el semanario mantiene hasta la fecha una línea editorial crítica frente a los actos del gobernador. De acuerdo con el sitio Aristegui Noticias, un juez de Distrito de Quinatana Roo otorgó una suspensión provisional de amparo al semanario local que obliga al gobernador “de abstenerse de elaborar y difundir las portadas y ejemplares falsos”, aunque esta práctica no se detuvo.

### Congreso del Estado, Legislaturas XIII y XIV
Inició su primer periodo con un congreso dividido, pero en 2013 retoma el control del congreso en la XIV Legislatura de mayoría Priista.

#### Ley Anti Marchas
A principios del 2014 se destaca la creación durante su gobierno (después de los conflictos magisteriales de ese mismo año) de la Ley de Ordenamiento Social, conocida también como 'Ley Anti Marchas' impulsada por el Dip. Juan Luis Carrillo Soberanis. Esto causa un gran descontento entre la población, ya que una de las principales características de esta ley es que permite la utilización de la fuerza pública para disolver movilizaciones. La iniciativa de ley fue apoyada en el congreso del estado de Quintana Roo por los diputados de su partido, el PRI.
Quintana Roo, se convierte en la primera entidad del territorio mexicano en regular las protestas sociales “Queda prohibido llevar a cabo bloqueos en la vía pública. La administración pública, en el ámbito de sus respectivas competencias, garantizará el ejercicio pleno de los derechos fundamentales de los habitantes de Quintana Roo”. La Ley de Ordenamiento Cívico considera entre sus infracciones realizar actos que de manera ilícita afecten el normal funcionamiento de las acciones del Estado, los municipios, la actividad económica, turística y social política de la entidad.

#### Paquete de impunidad, Ley Borge
Con el Congreso de Quintana Roo controlado, en las últimas tres semanas de gobierno,Roberto Borge Angulo, con la ayuda de la XIV Legislatura creó el Tribunal de Justicia Administrativa por un periodo de 7 años, Nominado a tres magistrados Minerva Maribel Moreno Cruz, César Cervera Paniagua  y Jorge Herrera Aguilar que entre sus facultades están, atender controversias o irregularidades de la administración pública estatal y municipal, así como imponer, en los términos que disponga la ley, sanciones a servidores públicos estatales y municipales e, incluso, a particulares que incurran en actos vinculados con faltas administrativas graves.
El Congreso creó de la Fiscalía General, en sustitución de la Procuraduría de Justicia, nombrando como titular Carlos Arturo Álvarez Escalera amigo Roberto Borge y no podría ser removido durante los siguientes siete años
El Auditor superior del estado fue nombrado Javier Zetina González amigo de Borge primo del exgobernador Félix González Canto
En el Tribunal de Justicia del Estado fuero otorgados los nombramientos de Felipe de Jesús Magaña Solís y Carlos Alejandro Lima Carvajal como magistrados numerarios, y también a Ángel Ysidro Quintal Quintal, como magistrado supernumerario.

### Poder Judicial del Estado

#### Anulación de dos matrimonios homosexuales
De acuerdo con información de la revista Proceso, el colectivo Diversidad Sexual en Quintana Roo acusó en el 2012 al gobernador Roberto Borge de discriminación y homofobia por haber anulado dos bodas entre personas del mismo sexo. Después de dos intentos fallidos por obtener la licencia de matrimonio, Sergio Arturo Monje Cruz y Manuel Reyes Chalé de la Fuente, y María Patricia Novelo Infante y Arely Castro García de Alba pudieron formalizar su relación ante el Estado debido a una grieta legal en el Código Civil local. Sin embargo, el gobernador se deslindó de la anulación al argumentar que una ciudadana fue quien la solicitó, lo que podría ser un buen ejemplo de parcialidad política.

## Controversias
Al final de su mandato Roberto Borge ha sido señalado por medios de comunicación por presuntos manejos irregulares en las finanzas públicas. La propia comisión de transición del actual gobernador del estado investigaba aun siendo gobernador Borge presuntos desvíos por 2 mil millones de pesos y acusó que el estado se encontraba en quiebra financiera. En agosto de 2016 fue demandado el juicio político a su persona por parte de la organización Somos tus ojos, transparencia por Quintana Roo por la presunta venta de 44 predios pertenecientes al gobierno del estado que probablemente habrían sido vendidos a precios menores de su valor habitual. Esa misma organización habría pedido al final de la gestión de Borge a la fiscalía mexicana vigilarlo para impedir que abandone México. 
A finales de septiembre de 2016 una comisión del Congreso del estado habría pedido auditorías por el uso que presuntamente Borge habría dado al uso de recursos públicos por la renta de dos aviones y un helicóptero a la empresa Vip Saesa por un costo total de 51 millones 281 mil 250 dólares. Los dueños de esta empresa estarían relacionados con diversos proyectos asignados por la Secretaría de Infraestructura del Gobierno del Estado de Quintana Roo durante la gestión de Roberto Borge. También a finales de septiembre de 2016 el noticiario de Televisa 10 en punto reveló que Borge es dueño de distintas propiedades con costos millonarios.
En 2016 la revista Expansión junto con Mexicanos contra la corrupción y la impunidad publicó la investigación "Los Piratas de Borge", donde denuncian una maquinaria institucional compuesta por funcionarios públicos y notarios auspiciados por el gobernador Roberto Borge que arrebataba el patrimonio a empresas y particulares.

### Proceso judicial en su contra
El 3 de junio de 2017 le fue girada una orden de aprehensión acusado de lavado de dinero. También el Gobierno de Quintana Roo a través de la Fiscalía del Estado abrió investigaciones contra excolaboradores y amigos son señalados como cómplices: Mauricio Góngora Escalante, Juan Pablo Guillermo Molina José Alberto Alonso Ovando, Patricio de la Peña Ruiz de Chávez, Gabriel Mendicuti Loría, Mauricio Rodríguez Marrufo, Paulina García Achah, Fernando Escamilla Carrillo, Carlos Acosta Gutiérrez,  Eduardo Román Quian Alcocer, Luis Alberto González Flores, Roosevelt Ercé Barrón Barrera, Gonzalo Abelardo Herrera Castilla, Víctor Hugo Loyola Corona.
Borge fue detenido en Panamá a punto de abordar un avión hacia París, Francia el 4 de junio de 2017. Fue extraditado a México el 6 de enero de 2018 desde Panamá por el tratado que México tiene con ese país después de siete meses detenido.